# Вахитов, Артём Олегович
Артём Оле́гович Вахитов (род. 4 апреля 1991 года, Прокопьевск, Кемеровская область) — российский спортсмен, выступающий в тайском боксе и кикбоксинге, действующий боец UFC. Заслуженный мастер спорта России. Многократный чемпион России, Европы и мира. Бывший чемпион Glory.

## Биография

### Жизнь
Артём Вахитов родился 4 апреля 1991 года в русской семье. Дед по папиной линии башкир. С 5 лет Артём занимался карате. Позднее, когда Артёму было 11, семья переехала в другой район Прокопьевска и будущий чемпион перешёл в секцию муай-тай. Зал был расположен в ДК им. Маяковского. В нём тренировались Артём Левин и Григорий Дрозд. Главным спортивным вдохновителем для Вахитова был его отец Олег Рашитович — с 4 лет он занимался с Артёмом и его старшим братом Дмитрием ударной техникой. По настоянию мамы Ларисы Ивановны будущий чемпион окончил музыкальную школу по классу фортепиано.
Любимый вид спорта Артёма кроме муай-тай и кикбоксинга — футбол. Им он увлёкся в 12 лет, поиграв в симулятор на приставке. Любимая команда — «Манчестер Юнайтед».
У Вахитова два высших образования. Учился на инженера в Кузбасском государственном техническом университете на машиностроительном факультете.
Любимый фильм — «Гладиатор» с Расселом Кроу.
В 2017 году Артём стал победителем премии «Народный герой Кузбасса 2016» в номинации «Личность». Вахитов стал вторым в голосовании после Амана Тулеева, но губернатор передал своё место победителя спортсмену.

### Спортивная карьера
В 17 Артём выиграл чемпионат России среди юниоров. Всего за свою карьеру он пять раз поднимался на высшую ступень российского чемпионата. В 2009 Вахитов переходит в профессиональный спорт. В 2010 он добивается международного успеха, став вторым на «Всемирных играх боевых искусств» в Пекине, которые проходили под патронатом Международного Олимпийского комитета.
В 2011 Вахитов стал чемпионом Европы WMC в весе до 81,5 кг, победив в титульном бою в Москве. На глазах у 10 000 зрителей он одолел Вандо Караваля. В том же году он побеждает на турнире «Кровь и сталь» в Гааге. Соперником кузбассца был Ирже Зак из Чехии.
В 2012 на чемпионате Европы в Анталье победил в категории до 86 кг.
В 2013 Артём стал триумфатором «Всемирных игр боевых искусств» в весе до 91 кг, выиграв у Дениса Гончаренка — многократного чемпиона мира IFMA.
В 2014 спортсмены опять встретились на ринге в Монте-Карло, и россиянин завоевал титул чемпиона мира WMC.
22 июня 2013 года Вахитов дебютировал на профессиональном турнире GLORY 9, одержав победу над Луисом Таваресом. Впоследствии он стал чемпионом промоушена, победив Сауло Кавалари 12 марта 2016. Вахитов четырежды защищал свой титул. Всего Артём провёл десять боёв в GLORY, в одном из которых потерпел поражение. Это произошло на двадцатом по счёту турнире в Дубае против того же Сауло Кавалари. Впоследствии Артём дважды брал реванш у бразильского спортсмена и забрал у него чемпионский пояс. 11 августа 2018 года в Денвере (США) во время защиты титула чемпиона в бою с Данио Илунга Артём сломал руку во втором раунде, но несмотря на это, победил решением судей в дополнительное время. Это была вторая победа Вахитова над немецким спортсменом. Первый раз россиянин одолел Илунгу в Милане в 2015 году решением судей на 25 по счёту турнире промоушена.
Вахитов — один из самых титулованных тайбоксеров России. В его активе: пять побед на чемпионатах страны, три Кубка России, четыре титула чемпиона мира IFMA (столько же континентальных титулов организации), золото и серебро Всемирных Игр боевых искусств, два титула чемпиона Европы среди профессионалов WMC, титул чемпиона мира WMC, чемпионский пояс GLORY.
Тренер Артёма — заслуженный тренер России Виталий Викторович Миллер.
В октябре 2024 года стало известно, что президент UFC Дана Уайт подписал Вахитова в свою лигу после одержания досрочной победы в рамках шоу «Dana White’s Contender Series».

## Титулы и достижения
- 2016 Чемпионат GLORY
- 2015 Чемпионат мира IFMA
- 2014 Чемпионат Мира WMC
- 2014 Чемпионат Европы WMC
- 2014 Чемпионат России
- 2013 Вторые Всемирные игры боевых искусств «СпортАккорд»
- 2013 Чемпионат России
- 2012 Чемпионат мира IFMA
- 2012 Чемпионат Европы IFMA
- 2011 Чемпионат Европы WMC
- 2011 Чемпионат мира IFMA
- 2011 Чемпионат Европы IFMA
- 2011 Чемпионат России
- 2011 Кубок России
- 2010 Первые Всемирные игры боевых искусств «СпортАккорд» —
- 2010 Чемпионат мира IFMA
- 2010 Чемпионат Европы IFMA
- 2010 Чемпионат России
- 2010 Кубок России
- 2009 Чемпионат Европы IFMA
- 2009 Чемпионат России
- 2009 Кубок России